# 喬萊姆 (加利福尼亞州)
喬萊姆（英語：Cholame）是位於美國加利福尼亞州聖路易斯-奧比斯保縣的一個非建制地區。該地的面積和人口皆未知。

## 地理
喬萊姆的座標為35°43′26″N 120°17′44″W / 35.72389°N 120.29556°W，而該地的平均海拔高度為353米（即1157英尺）。